# 노잉 (영화)
《노잉》(영어: Knowing)은 알렉스 프로야스가 감독하고 니컬러스 케이지가 주연한 2009년 SF 스릴러 영화이다. 이 프로젝트는 원래 콜럼비아 픽처스의 감독들이 맡고 있었으나 보류되었고, 턴어라운드(turnaround)를 통해서 이스케이프 아티스트가 맡게 되었다. 서밋 엔터테인먼트가 제작을 후원하였다.
호주 멜버른에서 촬영되었으며, 여러 장소들을 영화의 배경인 미국 보스턴과 비슷하게 보이도록 묘사하였다. 영화는 2009년 3월 20일 미국과 캐나다에서 개봉하였다.

## 줄거리
1959년 매사추세츠주 렉싱턴의 윌리엄 도스 초등학교에서는 개교기념일을 맞아 학생들이 그린 미래의 모습을 타임캡슐에 담아 묻고, 50년 후에 열어보기로 한다. 다른 아이들이 그림을 그리는데 반해, 루신다 엠브리라는 소녀는 자신의 종이에 의미 불명의 숫자들을 선생님이 가져갈 때까지 빽빽하게 가득 써내려 간다. 타임캡슐을 묻은 날 밤, 루신다는 학교 체육관 벽장에서 손가락에 피를 흘린 채로 자신에게 들려오는 목소리를 두려워하는 모습으로 발견된다.
그로부터 50년 뒤인 2009년, 학교의 타임캡슐이 열리고 그림들을 현재의 아이들에게 나누어준다. 케일럽이라는 소년은 루신다의 봉투를 받게 된다. MIT 천체물리학 교수인 그의 홀아버지 존 커슬러는 그 종이를 보게 되고, 우연한 계기로 종이에 쓰인 숫자들을 알아본 결과 그것들이 순서대로 지난 50년간의 주요 재해들의 날짜와 사망자 수를 가리키고 있다는 사실과 아직 3개의 재앙이 남아있다는 것을 알게 된다. 그 사이 케일럽은 외투를 입은 불가사의한 사람들(이른바 '메신저ㅡMessengerㅡ')의 방문을 받게 되고, 그때마다 그들이 자신의 머리 속으로 속삭이는 소리를 듣게 된다.
교통 체증에 막혀있던 존은 비행기가 길 너머로 추락하는 것을 목격하고, 이것이 예언된 날짜, 사망자 숫자와 일치하는 것을 알게 된다. 또, 종이에서 알 수 없었던 나머지 숫자들이 재해가 일어나는 지도 좌표를 나타낸다는 것을 발견한다. 존은 50년 전의 루신다의 선생님을 찾아가 루신다의 숨겨진 이야기를 듣게 되고, 약물 과다 복용으로 죽었다는 사실을 알게 된다. 존은 루신다의 딸인 다이애나 웨일런드를 만나 루신다의 종이에 대해서 언급하지만 다이애나는 협조를 강하게 거부한다. 하지만 존이 종이를 토대로 예언했던 사고 (맨해튼 지하철 충돌, 존이 막고자 했지만 실패한다)가 현실로 일어나자, 다이애나는 그에게 찾아가 어머니가 자신의 죽을 날을 예언했었다고 밝힌다. 존은 종이에 마지막으로 쓰인 날짜가 다이애나가 죽는 날이라는 것과, 그날 33명이 죽을 것이라는 예언을 확인하지만, 좌표는 기록되어 있지 않다.
그들은 루신다의 오래된 이동 주택을 조사한다. 다이애나는 자신의 어머니가 그곳으로 옮겨갔을 때 그곳에 있으면 안전할 것이라는 말을 했다고 전한다. 다이애나는 어머니가 그 주택에 있는 메리안의 목판화인 에스겔의 메르카바를 뚫어지게 볼 때가 많았다고 언급하고, 애비가 루신다처럼 글자를 뒤집어쓸 때가 있다고 말한다. 다이애나와 존은 종이에 적혀있던 마지막 숫자 '33'이 사실 'ƎƎ' ('EE'를 뒤집은 것)였으며, 이것이 '전 인류' (Everyone Else)를 뜻한다는 것을 알고 경악한다. 한편 집 밖의 숲에서 존은 케일럽에게 나타났던 정체불명의 이방인과 대면하게 되고, 이방인은 강렬한 빛과 함께 사라진다. 이 사건으로 애비 또한 이방인들의 기분 나쁜 속삭임을 들었다는 사실을 알게 된다.
존과 동료 교수는 강력한 태양 폭풍이 지구에 도달할 것이라는 것을 예측하고, 루신다의 종이에 쓰인 마지막 재앙이 결국 전 세계적인 규모로 벌어질 것이라는 것을 알게 된다. 루신다가 어렸을 때 그랬던 것처럼, 정신을 잃은 케일럽은 종이에 숫자들을 적기 시작하고, 존이 그것을 빼앗자 손톱으로 책상에 계속해서 쓰려고 한다. 이것을 본 존은 루신다가 숨어있었던 학교 체육관 벽장 문을 가져오고, 이 문에 쓰인 숫자가 좌표였음을 깨닫는다. 숫자들은 루신다의 오래된 이동 주택을 가리키고 있었고, 존은 이곳이 임박한 재앙으로부터 어떻게 해서든 피할 수 있는 곳이라고 추정한다. 동굴로 피하자고 제안한 다이애나는 존의 말을 믿지 않고 애비와 케일럽을 데리고 동굴이 있는 곳으로 간다. 태양 폭풍이 공식적으로 뉴스에 보도되어 혼란이 증폭되었을 때, 이방인들은 다이애나의 차로 케일럽과 애비를 태우고 사라진다. 다이애나는 다른 차를 타고 추격하지만 트럭에 치이게 되고, 정확히 어머니가 예언했던 날짜에 죽게 된다.
루신다의 이동 주택에서, 존은 아이들이 네 명의 이방인과 함께 있는 것을 발견한다. 하늘에서 빛나는 거대한 우주선이 내려오자, 이방인들은 인간의 모습을 벗고 빛으로 둘러싸인 반투명한 형상을 드러낸다. 케일럽은 존에게 선택된 자들만 이방인들과 함께 지구를 떠날 수 있다고 말한다. 존은 망설이는 케일럽에게 이방인들을 따라가서 애비를 잘 보살펴주라고 설득한다. 우주선이 두 아이를 데리고 떠나자 존은 주저앉아 흐느껴 운다. 우주에서는, 다른 우주선들 또한 모두 지구를 떠나는 모습이 보인다. 존은 보스턴으로 돌아가 여동생과 부모님을 찾아간다. 아내의 죽음으로 종교를 멀리하였던 존은 그동안 만나지 않았던 목사 아버지에게 아들 케일럽에게 했던 말처럼, 자신의 죽은 아내를 포함하여 가족 모두가 영원히 함께 할 것이라는 것을 믿게 되었다고 말한다. 존과 가족들은 서로를 껴안고, 태양 폭풍이 지구를 휩쓸어 모든 생명을 태운다. 한편 알 수 없는 어느 곳에서는, 케일럽과 애비가 지상낙원을 닮은 지구형 외계행성에 착륙하게 된다. 두 아이가 들판을 가로질러 홀로 서 있는 빛나는 생명나무로 달려가는 것으로 영화는 끝나게 된다.

## 출연
- 니컬러스 케이지 - 존 케슬러 교수
- 로즈 번 - 다이애나 웨일런드, 루신다 엠브리(사진)
- 챈들러 캔터베리/조슈아 롱(아역) - 케일럽 케슬러
- 라라 로빈슨 - 루신다 엠브리, 애비 웨일런드, 다이애나 웨일런드(아역)
- 나디아 타운젠드 - 그레이스 케슬러
- 벤 멘덜슨 - 필 베크먼 교수
- 앨런 홉굿 - 케슬러 목사
- 베니타 콜링스 - 케슬러 부인
- 에이드리엔 피커링 - 앨리슨 케슬러
- 리엄 헴스워스 - 스펜서
- 라 채프먼 - 제시카
- 레슬리 앤 미첼 - 스테이시
- 샘 벨라스케스 - 잭슨 칭
- 개러스 유언 - 도널드
- 베리티 찰턴 - 킴
- 타마라 도넬런 - 엠브리 부인
- 트래비스 웨이트 - 엠브리씨
- D. G. 멀로니, 조엘 바우, 맥시밀리언 폴, 캐런 해드필드 - 네 명의 이방인
- 데이비드 레니 - 클라크 교장(1959년)
- 캐럴린 셰익스피어앨런 - 교장(2009년)
- 앨러시아 맥그래스 - 프리실라 테일러(2009년)
  - 대니엘 카터 - 프리실라 테일러(1959년)
- 앨리사 맥클랜드 - 기내 안내
- 마크 로렌스 - 기관사
- 테리 카밀레리 - 출납원
- 앤지 디아즈 - 리포터
- 테드 메이나드 - 뉴스 앵커
- 마이클 C. 가인 - 해안 경비대
- 맷 보즌버그 - 교통 경찰
- 짐 노블로치 - 육군 장군
- 스티브 모자카스 - 수석 구급대원
- 소냐 수아레스 - 보조 구급대원
- 베니타 콜린스 - 존의 어머니
- 자넷 포이 - 기차의 여자
- 조안나 헌트-프로호브닉 - 카풀 메이트 # 1
- 브렛 롭슨 - 대학 교수 # 1
- 클레먼트 탱 - 사업가

## 기타
- 제작책임: 니컬러스 리치
- 공동제작: 숀 퍼론
- 공동제작: 에런 캐플런
- 미술: 스티븐 존스번스
- 의상: 테리 라이언
- 배역: 그레고리 앱스
- 배역: 테리사 레드린
- 수입사:  마스엔터테인먼트코리아